# Frank Kellogg
Frank Billings Kellogg, född 22 december 1856 i Potsdam, New York, död 21 december 1937 i Saint Paul, Minnesota, var en amerikansk advokat och politiker (republikan).

## Biografi
Kellog verkade efter 1877 som advokat i Minnesota. Han var 1917–23 republikansk unionssenator och sändebud i London 1924–25. Han tjänstgjorde som USA:s utrikesminister under president Calvin Coolidge 1925–1929. Kellogg är mest känd för Briand-Kelloggpakten, som han 1928 undertecknade tillsammans med den franske utrikesministern Aristide Briand. Kellogg fick 1929 motta Nobels fredspris.
Kelloggs grav finns i Washington National Cathedral.